# Vivir para ver
Vivir para ver fue un programa de televisión, emitido por La 1 de Televisión española entre 1975 y 1977. Tuvo dos temporadas. La primera entre el 4 de noviembre de 1975 y el 16 de marzo de 1976. La segunda entre el 13 de diciembre de 1976 y el 24 de marzo de 1977.

## Formato
Considerado en alguna ocasión como el precursor de los programas de zapping, en el espacio se hacía un repaso de la actualidad televisiva de la semana, intercalando videos de los programas en emisión en TVE en esos momentos. Cada video daba pie al presentador a hacer comentarios sarcásticos sobre la actualidad política, social y cultural del momento. El decorado consistía en un gran panel con varias pantallas de televisión y el conductor se situaba en el centro de una ficticia, diseñada como un gran marco a modo de aparato televisor.
El espacio gozó de un alto índice de aceptación entre la audiencia de la época.